# Casino Arizona Field
O Casino Arizona Field é um estádio localizado em Tempe, Arizona, Estados Unidos, possui capacidade total para 6.200 pessoas, é a casa do time de futebol Phoenix Rising FC que disputa USL Championship, o estádio foi inaugurado em 2017.